# Arawa Kimura
Arawa Kimura (8 iulie 1931 - 21 februarie 2007) a fost un fotbalist japonez.

## Statistici
| Japonia | Japonia | Japonia |
| An      | Meciuri | Goluri  |
| ------- | ------- | ------- |
| 1954    | 2       | 0       |
| 1955    | 4       | 1       |
| Total   | 6       | 1       |